# マニアッター☆
『マニアッター☆』はIKARINGによる日本の漫画作品。『ヤングガンガン』（スクウェア・エニックス）にて、2011年17号から2012年17号まで連載された。

## ストーリー
ヒトくせもフタくせもある女性に囲まれた栗野カオルを中心としたストーリー。

## 登場人物
栗野 カオル（くりの カオル）
高校卒業後ずっとニート生活をしている。働く気はある。
栗野 桃香（くりの ももか）
カオルの妹、16歳。
栗野 苺香（くりの いちか）
カオルの妹、3歳。

## 単行本
1. 2012年3月24日 ISBN 978-4-7575-3540-4
2. 2012年9月25日 ISBN 978-4-7575-3741-5